# Rio Passaúna

O rio Passaúna é um curso de água localizado na Região Metropolitana de Curitiba.

## Topônimo
Seu nome é proveniente do termo indígena  tupi "apahuna" e significa "homem negro". Originalmente era chamado de "Rio Poça Una", entre o final do século XIX e início do século XX, quando nas proximidades do rio foram instalados colônias, como a "Colônia Riviere" (de imigrantes alemães e prussianos) ou a Colônia D. Pedro II (de imigrantes poloneses, prussianos e silesianos). Anos mais tarde, o rio foi rebatizado para Passaúna.

## Características
O rio drena uma área de 145 km² e tem 48,3 km de extensão. Sua nascente está no município de Almirante Tamandaré.
É o rio mais limpo e selvagem dos grandes rios de Curitiba[carece de fontes?], cercado por vegetação rica e mata fechada, basicamente composta por bracatingas. É responsável por grande parte do abastecimento da capital paranaense.